# Embraer EMB-820
O Embraer EMB-820 "Navajo" é um avião bimotor comercial a pistão produzido no Brasil pela Embraer e posteriormente por sua subsidiária Neiva, sob licença da norte-americana Piper Aircraft.
Trata-se de uma versão do Piper Navajo.

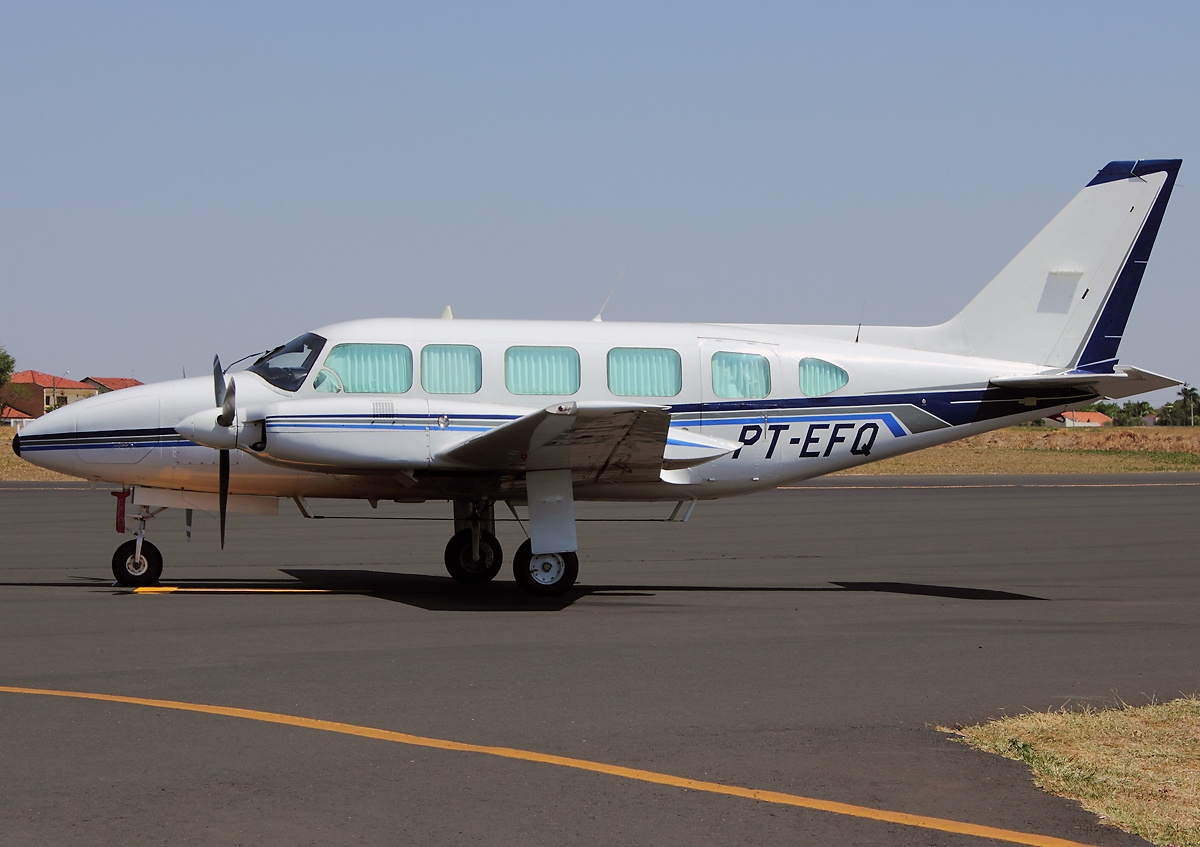
Embraer Navajo

É equipado com um conjunto de dois motores Lycoming de turboalimentação, com injeção direta de combustível e hélices Hartzell, que desenvolvem 337 km/h.
Pela sua robustez, pode ser adaptado para a aviação executiva ou transportar até dez passageiros ou uma tonelada de carga.
A última unidade foi fabricada em 1983.